# 李承選
李承選（1516年—？），字俊卿，河南開封府延津縣人，民籍，明朝政治人物。

## 生平
嘉靖三十七年（1558年）戊午科河南鄉試第七十二名舉人。嘉靖三十八年（1559年）中式己未科會試第二百八十二名，三甲第八十四名進士。任陕西慶陽府推官，历官山东登州府知府，萬曆三年（1575年）十一月升陕西行太仆寺少卿兼佥事，四年正月改添注辽东行太仆寺少卿兼山东佥事，驻莱州，开浚新河。後復任陕西行太僕寺少卿兼佥事，十年正月移驻延绥，十一年二月升本省行太僕寺卿，九月被弹劾，令致仕。

## 家族
曾祖李賢；祖父李璟，審理；父李滋，母宋氏。